# Mammea brevipetiolata
Mammea brevipetiolata är en tvåhjärtbladig växtart som beskrevs av André Joseph Guillaume Henri Kostermans. Mammea brevipetiolata ingår i släktet Mammea och familjen Calophyllaceae. Inga underarter finns listade i Catalogue of Life.